# Dislocation mystérieuse
Dislocation mystérieuse, també coneguda com Extraordinary Illusions, és un curtmetratge mut francès del 1901 dirigit per Georges Méliès. Va ser venut per la Star Film Company de Méliès i està numerat del 335 al 336 als seus catàlegs.

## Producció i temes
La pel·lícula és una de les moltes en què Méliès juga amb la idea de les parts vives del cos separades del seu cos; les extremitats desmembrades vivides havien estat una característica de la màgia escènica des de fa temps, sobretot en l'obra de Nevil Maskelyne, una de les principals influències de Méliès. Per a Dislocation mystérieuse, Méliès va combinar aquesta tradició de màgia escènica amb el personatge original de Pierrot, un personatge de la commedia dell'arte. El personatge era conegut a la França de Méliès des del renaixement de les tècniques de comèdia de Jean-Gaspard Deburau a la primera meitat del segle xix.
Els efectes especials es van dur a terme amb escamoteigs i exposició múltiple, amb l'ajuda d'un fons de tela negra.
El Pierrot de la pel·lícula és interpretat per André Deed, un acròbata de music-hall. Va treballar amb Méliès durant alguns anys,va marxar el 1904 quan va ser contractat per Pathé, a qui va revelar alguns dels secrets de Méliès per als efectes especials. El treball posterior de Deed inclou la sèrie Cretinetti (Foolshead). Méliès va tornar als "extremitats flotants lliures" de Dislocation mystérieuse el 1903, quan els va presentar de nou a la seva pel·lícula Le Cake-walk infernal.

## Estrena
El títol de la pel·lícula per als mercats en anglès era Dislocation Extraordinary; tanmateix, l'estudiós de Méliès John Frazer, confonent-lo amb una pel·lícula de Méliès posterior, s'hi va referir com a Extraordinary Illusions. Aquest darrer títol també s'utilitza per a la pel·lícula en almenys un llançament de vídeo casolà.